# تلتانه
تلتانه (به عربی: تلتانة) یک روستا در سوریه است که در ناحیه اخترین واقع شده‌است. تلتانه ۱٬۱۴۸ نفر جمعیت دارد.